# Когнитивная революция
Когнитивная революция — интеллектуальное движение, возникшее в 1950-х годах как междисциплинарное исследование мышления и других познавательных процессов, в которых они рассматривались как процессы переработки информации. Позже оно стало известно под общим термином «когнитивная наука». Имело место взаимное влияние таких дисциплин, как психология, лингвистика, компьютерные науки, антропология, нейробиология и философия. Использовались подходы, разработанные в зарождающихся областях искусственного интеллекта, информатики и нейробиологии. В 1960-е годы Гарвардский центр когнитивных исследований и Центр обработки информации о человеке Калифорнийского университета в Сан-Диего поспособствовали развитию академических исследований когнитивной науки. К началу 1970-х когнитивное движение превзошло бихевиоризм как психологическую парадигму. Более того, к началу 1980-х годов когнитивный подход стал доминирующим направлением исследований в большинстве областей психологии.
Ключевой целью ранней когнитивной психологии было применение научного метода к изучению человеческого познания. К основным идеям когнитивной революции относят использование научного метода в когнитивных исследованиях, концепция необходимости ментальных систем для обработки сенсорного ввода, врожденность этих систем и модульность разума. К важным публикациям, инициировавшим когнитивную революцию, относят статью психолога Джорджа Миллера 1956 года «Магическое число семь плюс-минус два» (одну из наиболее часто цитируемых статей в психологии), «Синтаксические структуры» лингвиста Ноама Хомского (1957) и «Вербальное поведение» Б. Ф. Скиннера (1959), а также основополагающие работы в области искусственного интеллекта Джона Маккарти, Марвина Мински, Аллена Ньюэлла и Герберта Саймона, такие как статья 1958 года «Элементы теории решения человеческих проблем». Книга Ульрика Найссера 1967 года «Когнитивная психология» также оказала значительное влияние на развитие когнитивного движения.

## Историческая справка
До когнитивной революции бихевиоризм был доминирующим направлением в психологии США. Бихевиористы интересовались «научением», которое рассматривалось как «новая ассоциация стимулов с реакциями». Эксперименты на животных сыграли значительную роль в бихевиористских исследованиях. Известный бихевиорист Дж. Б. Уотсон, занимавшийся описанием реакций людей и животных, объединял их в одну группу и заявлял, что нет необходимости проводить различие между ними. Уотсон надеялся научиться предсказывать и контролировать поведение с помощью своих исследований. По словам Джорджа Мандлера, популярный подход Халла-Спенса «стимул-реакция» был невозможен для исследования таких тем, которые интересовали ученых-когнитивистов, например, память и мышление, так как и стимул, и реакция рассматривались как полностью физические явления, которые бихевиористы обычно не исследовали. Б. Ф. Скиннер, функционалист-бихевиорист, критиковал определенные ментальные концепции, такие как инстинкт в качестве объяснительной фикции, иными словами, идеи, которые предполагают, что люди знают значительно больше о ментальной концепции, чем есть на самом деле.У разных бихевиористов были разные взгляды на определенную роль (если таковая имеется), которую сознание и познание играют в поведении. Хотя бихевиоризм был популярен в Соединенных Штатах, на Европу он не оказал такого влияния, где в те же годы ученые занимались исследованием познания. К революционным исследованиям когнитивной сферы можно отнести следующие: Фредерик Чарльз Бартлетт, британский психолог обратился к изучению закономерностей человеческой памяти, ввел впоследствии важнейшее для когнитивной психологии понятие схемы как «пакета знаний, способа организации нашего опыта, на основе которого мы реконструируем полученную, услышанную, усвоенную информацию»; Жан Пиаже изучал человеческий интеллект и этапы его формирования; в России Александр Романович Лурия создал концепцию системной организации динамической локализации высших психических функций, таким образом анализируя, как познание представлено в мозге и обеспечивается его работой.
Ноам Хомский назвал когнитивную и бихевиористскую позиции как рационалистическую и эмпирическую соответственно, которые представляют собой философские позиции, возникшие задолго до того, как бихевиоризм стал популярным и произошла когнитивная революция. Эмпирики считают, что человек приобретает знания только сенсорным путем, в то время как рационалисты полагают, что есть что-то помимо сенсорного опыта, что способствует человеческому познанию. Однако философ Джон Коттингем усомнился в том, что позиция Хомского вписывается в традиционный рационалистический подход.
Джордж Миллер, один из учёных, внесших вклад в когнитивную революцию, считает датой её начала 11 сентября 1956 года, когда несколько исследователей из таких областей, как экспериментальная психология, информатика и теоретическая лингвистика представили свои работы по темам, связанным с когнитивной наукой, на конференции «Special Interest Group in Information Theory» в Массачусетском технологическом институте. Это междисциплинарное сотрудничество получило несколько названий, в том числе когнитивные исследования и психология обработки информации, но в конечном итоге стало известно как когнитивная наука.
Гранты Фонда Альфреда П. Слоуна в 1970-х годах способствовали расширению междисциплинарного понимания в соответствующих областях и поддержали исследования, которые привели к зарождению области когнитивной нейробиологии. Именно в конце 1970-х появился знаменитый когнитивный шестиугольник, который включил в себя экспериментальную психологию познавательных процессов, которая доминировала на первых этапах развития когнитивной науки, нейронауку, которая абсолютно доминирует сейчас, лингвистику, компьютерные науки, культурную антропологию и философию сознания. Подавляющее большинство исследований когнитивной сферы происходили на стыке этих дисциплин. Например, в области психолингвистики, или нейропсихологии, или философии компьютерных наук, философии искусственного интеллекта. Примерно в то же время появились первые Нобелевские премии за когнитивные исследования. Герберт Саймон, создатель первой модели искусственного интеллекта, стал обладателем Нобелевской премии в 1978 году за описание принятия решений в организациях. Примерно в этой же области в 2002 году Нобелевскую премию получил теперь уже психолог Даниэль Канеман за описание основных ошибок и ловушек человеческого мышления при принятии экономических решений.

## Основные идеи
По словам Джорджа Миллера, в основе появления когнитивной науки лежали шесть дисциплин: психология, лингвистика, информатика, антропология, нейробиология и философия, причем первые три оказали особое влияние.

### Научный метод
Ключевой целью ранней когнитивной психологии было применение научного метода к изучению человеческого познания. Это было осуществлено путем разработки экспериментов, в которых вычислительные модели искусственного интеллекта использовались для систематической проверки теорий о психических процессах человека в контролируемых лабораторных условиях.

### Посредничество и обработка информации
Определяя «когнитивный подход», Ульрик Найссер отмечает, что люди могут взаимодействовать с «реальным миром» только через промежуточные системы, которые обрабатывают информацию, такую, как сенсорный опыт. В понимании ученого-когнитивиста изучение познания сводится к изучению этих систем и того, как они обрабатывают информацию из входных данных. Обработка включает не только начальное структурирование и интерпретацию ввода, но также хранение и последующее использование.
Стивен Пинкер утверждает, что когнитивная революция преодолела разрыв между физическим миром и миром идей, концепций, значений и намерений. Он объединил два мира с помощью теории, согласно которой ментальную жизнь можно объяснить с помощью информации, вычислений и обратной связи.

### Врождённость
В своей книге 1975 года «Размышления о языке»  Ноам Хомский задается вопросом о том, как люди могут знать так много, несмотря на относительно ограниченное поступление информации. Он утверждает, что у них должен быть какой-то внутренний механизм обучения, обрабатывающий поступающую информацию, и этот механизм должен быть предметно-ориентированным и врожденным. Хомский отмечает, что физические органы развиваются не на основе их опыта, а на основе некоторого врожденного генетического кодирования, и считает, что  разум может быть организован по такому же принципу. Он считает несомненным, что в сознании существует какая-то врожденная структура, однако используется ли одна и та же структура всеми организмами для разных типов обучения, неизвестно. Он сравнивает людей с крысами, выполняющими задачу в лабиринте, чтобы показать, что одна и та же теория обучения не может использоваться для разных видов, потому что они будут одинаково хороши в том, чему они учатся. Он также говорит, что даже при обучении людей возможно использование одной и той же теории для нескольких типов обучения, хотя нет убедительных доказательств, подтверждающих это. Он предлагает гипотезу, которая утверждает, что существует биологически обоснованная языковая способность, которая организует лингвистическую информацию входных данных и ограничивает человеческий язык набором определенных типов грамматик. Он вводит понятие универсальной грамматики — набора неотъемлемых правил и принципов, посредством которых все люди должны управлять языком — и говорит, что компоненты универсальной грамматики являются биологическими. В подтверждение этого он указывает, что дети, возможно, знают, что язык имеет иерархическую структуру, и они никогда не делают ошибок, которых можно было бы ожидать от гипотезы о линейности языка.
Стивен Пинкер также писал на эту тему с точки зрения современной когнитивной науки. Он считает, что современные учёные-когнитивисты, так же, как и деятели прошлого, такие как Готфрид Вильгельм Лейбниц (1646—1716), не верят в идею о том, что разум начинает с «чистого листа». Хотя у них есть споры о распространении природы и воспитания, все они верят, что обучение основано на чем-то врожденном для человека. Без этой врожденности не было бы процесса обучения. Он указывает, что действия людей не являются исчерпывающими, хотя основные биологические функции конечны. Примером в лингвистике является тот факт, что люди могут создавать бесконечные предложения, большинство из которых являются совершенно новыми для самого говорящего, даже если слова и фразы, которые они слышали, не бесконечны.
Пинкер, который соглашается с идеей Хомского о врожденной универсальной грамматике, утверждает, что, хотя люди говорят примерно на шести тысячах взаимно непонятных языков, грамматические программы в их сознании отличаются гораздо меньше, чем реальная речь. Многие разные языки могут использоваться для передачи одних и тех же концепций или идей, что говорит о том, что может быть общая основа для всех языков.

### Модульность разума
Пинкер утверждает, что еще одна важная идея когнитивной революции заключалась в том, что разум является модульным, в котором многие части взаимодействуют, чтобы генерировать ход мысли или организованное действие. Он имеет разные системы для разных конкретных миссий. Поведение может варьироваться в зависимости от культуры, но ментальные программы, которые порождают такое поведение, не обязательно будут отличаться.

## Критика
Критике подверглась характеристика перехода от бихевиоризма к когнитивизму.
Генри Л. Рёдигер III утверждает, что распространенное повествование о когнитивной революции, в которое верит большинство людей, неточно. В описываемом им повествовании говорится, что психология начиналась хорошо, но сбилась с пути и впала в бихевиоризм, но это было исправлено когнитивной революцией, которая, по сути, положила конец бихевиоризму. Он утверждает, что анализ поведения на самом деле все еще является активной областью исследования, которое дает успешные результаты в психологии, и указывает на Международную ассоциацию анализа поведения в качестве доказательства. Он утверждает, что бихевиористские исследования ответственны за успешное лечение аутизма, заикания и афазии, и что большинство психологов фактически изучают наблюдаемое поведение, даже если они интерпретируют свои результаты когнитивно. Он считает, что переход от бихевиоризма к когнитивизму был постепенным и медленно развивался, опираясь на бихевиоризм.
Лахман и Баттерфилд были одними из первых, кто предположил, что когнитивная психология имеет революционное происхождение. Томас Лихи подверг критике идею о том, что внедрение бихевиоризма и когнитивная революция на самом деле были революциями, и предложил альтернативную историю американской психологии как «повествование об исследовательских традициях».
Джером Брунер подверг критике точку зрения, согласно которой существует конфликт между бихевиоризмом и изучением ментальных процессов, и охарактеризовал один из основных объектов когнитивной революции как изменение изучения психологии, так что «смысл» стал ее ядром. Его понимание когнитивной революции полностью вращается вокруг «создания смысла» и формального описания того, как люди это делают. Он считает, что когнитивная революция отвела психологию от бихевиоризма, избрав совершенно другой путь, а не заменив бихевиоризм ментализмом.